# Wilhelm Speidel (compositeur)
Pour les articles homonymes, voir Wilhelm Speidel (homonymie).
Wilhelm Speidel, né le 3 septembre 1826 à Ulm et mort le 13 octobre 1899 à Stuttgart, est un pianiste, chef d'orchestre, professeur de musique et compositeur wurtembergeois.

## Biographie
Wilhelm Speidel fait ses études musicales à Munich avec Wänner et Wilhelm Kuhe. Il y étudie aussi la composition avec Ignaz Lachner. Il est nommé directeur musical dans sa ville natale en 1854. Il devient chef d'orchestre des Liederkranz de Stuttgart (de) en 1857. Il co-fonde le Conservatoire de Stuttgart avec Sigmund Lebert et d'autres musiciens. Il y enseigne le piano jusqu'en 1874, date à laquelle il fonde sa propre école, la Künstler-und Dilettantenschule für Klavier. Lorsque Sigmund Lebert meurt, il rejoint à nouveau le Conservatoire de Stuttgart et fait fusionner le Conservatoire et son école de musique.